# Shinji Nagaki
Shinji Nagaki, né le 4 août 1982 dans la préfecture d'Ehime est un karatéka japonais connu pour avoir remporté la médaille d'or en kumite individuel masculin moins de 70 kilos aux championnats du monde de karaté 2004 à Monterrey, au Mexique.

## Résultats
| Résultat          | Date            | Épreuve                   | Catégorie | Compétition                | Ville hôte                              |
| ----------------- | --------------- | ------------------------- | --------- | -------------------------- | --------------------------------------- |
| Médaille d'or     | Novembre 2004   | Kumite individuel - 70 kg | Seniors   | Championnats du monde 2004 | Monterrey, au Mexique                   |
| Médaille d'or     | Mai 2005        | Kumite individuel - 70 kg | Seniors   | Championnats d'Asie 2005   | Macao, en République populaire de Chine |
| Médaille d'argent | 23 juillet 2005 | Kumite individuel open    | Seniors   | Jeux mondiaux 2005         | Duisbourg, en Allemagne                 |